# Gießener Südkreuz
Gießener Südkreuz is een knooppunt in de Duitse deelstaat Hessen.
Op dit klaverbladknooppunt bij de stad Gießen kruist de A485 Gießen-Langgöns de A45 Kreuz Dortmund-Nordwest-Seligenstädter Dreieck.

## Geografie
Het knooppunt ligt voor het grootste deel op het grondgebied van Linden in het Landkreis Gießen, stukken van de zuidelijke verbindingswegen liggen echter in de gemeente Hüttenberg in het Lahn-Dill-Kreis.
Nabijgelegen stadsdelen zijn Großen-Linden van Linden, Hörnsheim van Hüttenberg en Lützellinden van Gießen.
Het knooppunt ligt ongeveer 7 km ten zuiden van Gießen, ongeveer 45 km ten noorden van Frankfurt am Main en ongeveer 10 km ten oosten van Wetzlar.

## Configuratie
Rijstrook
Nabij het knooppunt hebben beide snelwegen 2x2 rijstroken. Alle verbindingswegen hebben één rijstrook.
Knooppunt
Het is een klaverbladknooppunt. Het knooppunt heeft langs de A45 rangeerbanen.

## Verkeersintensiteiten
Dagelijks passeren ongeveer 95.000 voertuigen het knooppunt.
| Van                           | Naar                   | Gemiddeld aantal voertuigen per dag | Percentage vrachtverkeer |
| ----------------------------- | ---------------------- | ----------------------------------- | ------------------------ |
| AS Gießen-Lützellinden (A 45) | Gießener Südkreuz      | 55.600                              | 16,2 %                   |
| Gießener Südkreuz             | Gambacher Kreuz (A 45) | 71.400                              | 14,6 %                   |
| AS Linden (A 485)             | Gießener Südkreuz      | 47.800                              | 14,3 %                   |
| Gießener Südkreuz             | AS Langgöns (A 485)    | 14.300                              | 07,1 %                   |

## Richtingen knooppunt
| Aansluitende wegen                          | Aansluitende wegen                         | Aansluitende wegen                               | Aansluitende wegen | Aansluitende wegen |
| ------------------------------------------- | ------------------------------------------ | ------------------------------------------------ | ------------------ | ------------------ |
|                                             |                                            | richting Linden / Gießen Marburg Erfurt / Kassel |                    |                    |
|                                             |                                            |                                                  |                    |                    |
| richting Wetzlar / Siegen Dortmund / Keulen | richting Hanau / Frankfurt München / Bazel |                                                  |                    |                    |
|                                             |                                            |                                                  |                    |                    |
|                                             |                                            | richting Langgöns / Butzbach                     |                    |                    |